# Alice Birch
Pour les articles homonymes, voir Birch.
Alice Birch, née le 10 septembre 1986 à Malvern (Worcestershire), est une scénariste et dramaturge britannique. Elle a reçu le prix George Devine de l'œuvre dramatique la plus prometteuse en 2014 pour Revolt. She Said. Revolt Again. et le prix Susan Smith Blackburn en 2018 pour la pièce Anatomie d'un suicide. Elle est aussi la scénariste des films The Young Lady (Lady MacBeth), The Wonder, Entre les lignes et des séries Succession, Normal People ou encore Faux-Semblants.

## Biographie

### Jeunesse
Alice Birch passe les cinq premières années de sa vie dans la commune rurale de Birchwood Hall, au sud de Birmingham, en Angleterre. Ses parents n'étant pas mariés décident de s'inspirer du nom de la commune pour donner un nom de famille à leurs deux filles.
À 18 ans, elle intègre le programme pour jeunes auteurs du Royal Court Theatre sous l'égide de Simon Stephens et passe aussi trois mois de stage non rémunéré à Los Angeles au sein de la société de production cinématographique BenderSpink.
Elle obtient une licence de littérature anglaise à l’université d’Exeter.

### Parcours professionnel
Alice Birch devient ensuite auteure en résidence au Studio du Royal National Theatre en 2010, puis au Royal Court Theatre en 2012. Elle intègre le « Royal Court Supergroup », qui rassemble les auteurs les plus prometteurs de sa génération.
Sa première pièce de théâtre jouée sur scène est Many Moons, en 2011 au Theatre 503 sous la direction de Derek Bond,. C'est l'occasion d'une première nomination au prix Susan Smith Blackburn mettant à l'honneur les femmes dramaturges de langue anglaise.
Elle écrit en parallèle pour divers supports dont, en 2013, un épisode de la comédie radiophonique Absolutely Delish, diffusé sur BBC Radio 4,,. La même année, sa pièce Little on the Inside se joue au Festival Latitude.
En 2014, elle co-écrit la pièce Astronauts avec un groupe de lycéens qui font partie ensuite de la distribution au Company Three,. En 2015 est montée Little Light à Orange Tree Theatre. C'est l'une de ses premières pièces,.
Une commande de la Royal Shakespeare Company avec pour indication : « Les femmes qui se comportent comme il faut font rarement l'histoire » donne naissance à la pièce Revolt. She Said. Revolt Again. Alice Birch écrit la pièce en trois jours inspirée par le pouvoir des mots de Valerie Solanas dans SCUM Manifesto. La première a lieu au Midsummer Mischief en 2014. Avec cette pièce, Alice Birch est à nouveau nommée pour le prix Susan Smith Blackburn dont elle est alors finaliste. Elle remporte le prix George Devine de l'œuvre dramatique la plus prometteuse,.
En 2015, elle écrit We Want You to Watch, pièce commandée par le Royal National Theatre. Elle y fait un plaidoyer contre la pornographie. La même année, sa pièce pour jeune public, The Lone Pine Club, est en tournée. Sa pièce Ophelias Zimmer (Ophelia's Room en anglais) est jouée au Schaubühne à Berlin en décembre 2015. Une équipe traduisait en allemand à mesure qu'elle écrivait en anglais. La pièce est ensuite jouée en 2016 au Royaume-Uni en allemand avec des surtitres en anglais,. Ophelias Zimmer est nommée pour un prix Friedrich-Luft.
En 2016, Alice Birch fait ses débuts de scénariste pour le cinéma avec The Young Lady (Lady Macbeth en VO), basé sur le roman de Nikolaï Leskov Lady Macbeth du district de Mtsensk.  Elle engrange plusieurs nominations et gagne le British Independent Film Award 2017 du meilleur scénario.
La même année, Alice Birch et la metteuse en scène Katie Mitchell adaptent Schatten (Eurydike sagt) d'Elfriede Jelinek.,
En 2017, Anatomie d'un suicide (Anatomy of a Suicide) est jouée pour la première fois au Royal Court Theatre de Londres dans une mise en scène signée Katie Mitchell. Alice Birch reçoit le prix Susan Smith Blackburn 2018 pour cette œuvre. Elle y explore les effets du suicide d'une mère sur les générations suivantes et sur la possible transmission d'un traumatisme à travers l'ADN. Anatomie d’un suicide aurait dû être créée en français par Katie Mitchell au Théâtre national de la Colline en janvier 2021, mais la pandémie de Covid-19 coupe court au projet. La pièce est finalement montée en mars 2025 au Théâtre Nanterre-Amandiers dans une mise en scène de Christophe Rauck.
En 2018, Alice Birch adapte le roman de Marguerite Duras, La Maladie de la mort, au théâtre. La pièce, mise en scène à nouveau par sa collaboratrice Katie Mitchell, se joue la même année à Edinburgh Festival Fringe, puis part en tournée européenne, notamment en France au Théâtre des Bouffes-du-Nord et à la MC2 avec les actrices Lætitia Dosch et Irène Jacob.
La pièce intitulée [BLANK] est co-commandée par le National Theatre Connections et la compagnie de théâtre Clean Break. Longue de 400 pages, elle est constituée de 100 scènes qui peuvent se jouer séparément et reflètent le système judiciaire face aux femmes. La première a lieu en 2019 à la Donmar Warehouse avec la compagnie Clean Break qui monte 22 des 100 scènes. La même année, Alice Birch adapte le roman Orlando de Virginia Woolf en allemand pour une pièce jouée à la Schaubühne am Lehniner Platz dans une mise en scène de Katie Mitchell,.
Alice Birch adapte ensuite le roman Normal People de Sally Rooney pour la télévision en collaboration avec l'autrice, ainsi qu'avec le dramaturge et scénariste irlandais Mark O'Rowe. La série Normal People sort en avril 2020. En parallèle est annoncé qu'elle va adapter pour la télévision un autre roman de Sally Rooney, Conversations with Friends.
Alice Birch écrit aussi un opéra, Violet, dont la musique est composée par Tom Coult. Il devait se jouer au Aldeburgh Festival en juin 2020, mais est reporté pour cause de Covid-19,,. Il se joue finalement au même festival en juin 2022 avec une tournée à suivre au Royaume-Uni. Tom Coult est nommé pour un Ivor Novello Award aux Awards Ivors Classical 2023. L'adaptation de Outline. Transit. Kudos. la trilogie de Rachel Cusk, prévue au Royal National Theatre, pâtit également de la pandémie en 2020 et Katie Mitchell ne pourra finalement pas montrer sa mise en scène.
Alice Birch adapte ensuite le roman de Graham Swift, Mothering Sunday, pour le scénario du film Entre les lignes. Le film est projeté au Festival de Cannes 2021,. En août 2020, il est aussi annoncé qu'Alice Birch va adapter le film Faux-semblants (Dead Ringers) de David Cronenberg en une série du même nom. La série Faux-semblants est mise en ligne le 21 avril 2023 sur Prime Video avec Rachel Weisz dans le rôle titre.
En 2022 sort le film The Wonder. Le scénario a été co-écrit par Alice Birch, Sebastián Lelio (le réalisateur) et Emma Donoghue. Il est adapté du roman éponyme d'Emma Donoghue,.
Le succès d'Alice Birch fait que ses projets sont de plus en plus nombreux et de plus en plus sous la lumière des projecteurs. Il est notamment question en 2023 d'une série « méta-féministe » préparée avec Taylor Swift. Elle est aussi la scénariste du film en préparation intitulé The Kept produit et joué par Angelina Jolie.

### Vie privée
Alice Birch vit à Hackney, dans l'Est londonien, avec son compagnon Sam Pritchard, metteur en scène et directeur associé du Royal Court Theatre, et leurs deux enfants (âgés de huit et trois ans en avril 2023),.

## Pièces de théâtre
- Many Moons (2011)
- Little on the Inside (2013)
- Astronauts (2014)
- Little Light (2014)
- Revolt. She Said. Revolt Again (2014)
- We Want You to Watch (2015)
- The Lone Pine Club (2015)
- Ophelias Zimmer (en allemand avec des sur-titres en anglais) (2015)
- Anatomie d'un Suicide (Anatomy of a Suicide) (2017)
- La Maladie de la Mort (en français avec des sous-titres en anglais) (adaptation du roman de Marguerite Duras)  (2018)
- [BLANK] (2019)

## Filmographie

### Cinéma
Scénariste :
- The Young Lady (2016)[26]
- Entre les lignes (2021)[50]
- The Wonder (2022)
- The End We Start From (2023)

### Télévision
Scénariste :
- Normal People (2020)[59],[60]
- Conversations with Friends (2022)[61],[60]
- Faux-semblants (2023)[62]
- The Ministry of Time (2025)[63]

Directrice d'écriture :
- Succession (Saison 2)[38]

## Récompenses
| Année   | Récompense                                                   | Catégorie                                                          | Œuvre                               | Résultat   | Notes | Réfs   |
| ------- | ------------------------------------------------------------ | ------------------------------------------------------------------ | ----------------------------------- | ---------- | --- | ------ |
| 2011/12 | Prix Susan Smith Blackburn                                   |                                                                    | Many Moons                          | Nomination | | [ 7 ]  |
| 2014    | Arts Foundation Futures Award                                | Dramaturgie                                                        |                                     | Lauréat    | | [ 64 ] |
| 2014    | Prix George Devine de l'œuvre dramatique la plus prometteuse |                                                                    | Revolt. She Said. Revolt Again.     | Lauréat    | Co-lauréat avec The Wolf from the Door de Rory Mullarkey | [ 17 ] |
| 2014/15 | Prix Susan Smith Blackburn                                   |                                                                    | Revolt. She Said. Revolt Again.     | Nomination | | [ 16 ] |
| 2015    | Friedrich-Luft-Preis                                         |                                                                    | Ophelias Zimmer                     | Nomination | | [ 25 ] |
| 2017    | British independent Film awards                              | Meilleur scénario                                                  | The Young Lady (Lady Macbeth en VO) | Lauréat    | | [ 27 ] |
| 2017    | British independent Film awards                              | Meilleur premier scénario                                          | The Young Lady (Lady Macbeth en VO) | Nomination | | [ 65 ] |
| 2018    | BAFTA                                                        | Meilleur film britannique                                          | The Young Lady (Lady Macbeth en VO) | Nomination | |        |
| 2018    | BAFTA                                                        | Meilleur nouveau scénariste, réalisateur ou producteur britannique | The Young Lady (Lady Macbeth en VO) | Nomination | avec William Oldroyd (réalisateur) et Fodhla Cronin O’Reilly (producteur) | [ 66 ] |
| 2018    | Prix Susan Smith Blackburn                                   |                                                                    | Anatomie d'un Suicide               | Lauréat    | | [ 31 ] |
| 2020    | Writers Guild of America Awards                              | Série dramatique                                                   | Succession                          | Lauréat    | avec Jesse Armstrong, Jon Brown, Jonathan Glatzer, Cord Jefferson, Mary Laws, Lucy Prebble, Georgia Pritchett, Tony Roche, Gary Shteyngart, Susan Soon He Stanton, et Will Tracy | [ 67 ] |
| 2020    | Primetime Emmy Awards                                        | Meilleur scénario pour une mini-série ou un téléfilm               | Normal People                       | Nomination | avec Sally Rooney pour l'épisode Episode 3 | [ 68 ] |
| 2020    | James Tait Black Prize                                       |                                                                    | [BLANK]                             | Nomination | | [ 69 ] |
| 2022    | British independent Film awards                              | Meilleur film indépendant britannique                              | The Wonder                          | Nomination | |        |
| 2022    | British independent Film awards                              | Meilleur scénario                                                  | The Wonder                          | Nomination | |        |
| 2022    | EDA Best of Awards                                           | Meilleure adaptation                                               | The Wonder                          | Nomination | avec Emma Donoghue, Sebastian Lelio | [ 70 ] |
| 2022    | EDA Female Focus Awards                                      | Meilleure scénariste femme                                         | The Wonder et Entre les lignes      | Nomination | | [ 70 ] |
| 2023    | BAFTA                                                        | Meilleur film britannique                                          | The Wonder                          | Nomination | avec Sebastián Lelio, Ed Guiney, Juliette Howell, Andrew Lowe, Tessa Ross, and Emma Donoghue                                                                                     | [ 71 ] |
| 2023    | Gotham Independent Film Awards                               | Gotham Independent Film Award for Breakthrough Series – Long Form  | Faux-semblants                      | Nomination | | [ 72 ] |